# Калочаи, Кальман
Ка́льман Ка́лочаи (венг. Kalocsay Kálmán, эсп. Kolomano Kaloĉajo; 6 октября 1891 — 27 февраля 1976) — выдающийся венгерский эсперантист, поэт и переводчик на языке эсперанто, теоретик грамматики и словообразования эсперанто. Эсперантской литературоведческой традицией Калочаи почитается как наиболее значимый поэт на языке эсперанто.

## Биография
К. Калочаи родился 6 октября 1891 в городке Абауйсанто. Его отец был юристом, мать умерла в юном возрасте в 1893 году.
В 1914 году, будучи студентом медицинского университета, К. Калочаи ушёл на фронт, где провёл в общей сложности около трёх лет. Параллельно со службой он продолжал учёбу, получив диплом врача в мае 1916 года. С 1920 года и до выхода на пенсию (в 1966 году) работал врачом-инфекционистом (некоторые источники ошибочно указывают его специальностью хирургию) в будапештской больнице Святого Ласло. Несмотря на значительные успехи во врачебной и научной деятельности (защитил докторскую диссертацию, занимал высокие должности, имел несколько государственных наград), большую часть своей энергии он направлял на эсперанто-деятельность.
Скончался 27 февраля 1976 года в Будапеште. Его прах хранится в семейном склепе в городке Мариабешнё (Máriabesnyő).

## Эсперанто-деятельность
С эсперанто он познакомился в 1911 году. По его собственному признанию, поначалу он серьёзно интересовался также и языком идо, но предпочёл эсперанто, признав его более выразительным и гибким. Эсперанто-сообществом Калочаи признан как один из наиболее выдающихся поэтов и эсперантологов; его подходы к поэзии и некоторым вопросам грамматики эсперанто значительно развили (а в ряде случаев — даже реформировали) выразительные возможности эсперанто и во многом способствовали его стабилизации как языковой системы. На протяжении жизни К. Калочаи занимал многочисленные посты в различных эсперанто-организациях.
Как художественные, так и публицистические произведения К. Калочаи иногда подписывал псевдонимами. Из наиболее известных его псевдонимов следует упомянуть следующие: Kopar, Alex Kay, Malice Pik, C.E.R. Bumy, Peter Peneter, -y, K. Stelov.

### Оригинальная поэзия
Как поэт он прославился несколькими поэтическими сборниками на эсперанто: «Mondo kaj koro» («Мир и сердце», 1921), «Rimportretoj» («Портреты в рифмах», 1931) и особенно «Streĉita kordo» («Натянутая струна», 1931), который признан одним из лучших поэтических сборников на эсперанто. Ему же принадлежит и знаменитый сборник эротических сонетов «Sekretaj sonetoj» («Секретные сонеты», 1932, подписано псевдонимом Peter Peneter). Кроме этих самых знаменитых его произведений, его перу принадлежат сборники «Izolo» («Изоляция», опубликован в 1939, но его распространению помешала Вторая мировая война: почти весь тираж сгорел, по сохранившемуся экземпляру сборник переиздан в 1977), «Ezopa saĝo» («Эзопова мудрость», 1956; поэтические переложения басен Эзопа); уже после смерти поэта вышли книга «La dek du noktoj de satano» («Двенадцать ночей дьявола», 1990; это сочинение нередко рассматривается как наиболее выдающееся эротическое произведение на эсперанто), сборник стихотворений «Versojn oni ne aĉetas» («Стихов не покупают», 1992) и несколько небольших антологий его поэзии.
В поэзии Калочаи был приверженцем классических моделей и твёрдых форм, некоторые из которых были введены в эсперанто-поэзию именно им. Несмотря на то, что по его собственному признанию, он был далёк от поэзии «обращённой к интеллекту менее, чем к другим сферам», его поэзия довольно насыщена эмоционально.
При том, что в отношении форм Калочаи был консерватором, в отношении поэтического языка он действовал как смелый новатор: его склонность к обогащению эсперанто посредством введения непроизводных синонимов уже существующих производных слов (например, такие эсперантские слова, созданные с помощью приставки отрицания mal-, как mallonga [короткий], malami [ненавидеть], maljuna [старый] заменялись бесприставочными словами kurta, hati и olda) одобрялась далеко не всеми. По этому вопросу с Калочаи остро полемизировали сторонники «простого» эсперанто (в том числе и его земляк Дьюла Баги). В настоящее время, тем не менее, эта полемика в эсперанто-сообществе рассматривается лишь в историческом ключе, а почти все нововведения Калочаи стали органичной частью современного эсперанто.
К. Калочаи значительно повлиял на развитие эсперанто-поэзии ещё и тем, что был редактором журнала «Литературный мир» («Literatura mondo»; выходил с перерывами в 1922—1949), который задавал тон развитию всей литературы на эсперанто в межвоенный период. Вокруг него сформировалась отдельная, так называемая «Будапештская» поэтическая школа (эсп. Budapeŝta skolo).

### Переводы
К. Калочаи перевёл на эсперанто множество поэтических произведений с разных языков мира (переводил в том числе и с русского языка). К числу наиболее выдающихся его достижений критики относят перевод поэмы «Трагедия человека» венгерского писателя Имре Мадача («La tragedio de l' homo», перевод издан в 1924 году; в 1965 году вышло доработанное издание) и перевод первой части Божественной комедии Данте Алигьери («Infero», изд. в 1933). Заслуживает упоминания также антология «Tutmonda sonoro» («Всемирный звон»), в которую вошли поэтические переводы с 30 языков.
В своих переводах Калочаи придерживался тех же принципов, что и в оригинальной поэзии, активно разрабатывая выразительные способности эсперанто. Кроме поэзии он переводил и прозу, однако его прозаические переводы не стали так же знамениты, как поэтические.

### Вклад вэсперантологию
К. Калочаи активно занимался изучением эсперанто как языковой системы. Он является автором (или соавтором) многочисленных статей и книг по грамматике и стилистике эсперанто; значительно разработал и дополнил теорию эсперантского словообразования (базу для которой заложил Рене де Соссюр). Его авторитет как грамматика и эсперантолога был общепризнан:
весьма значительное время он был членом организаций, регулирующих эсперанто: Языкового Комитета (1922—1948) и Академии эсперанто (1949—1976).
Среди самых важных эсперантологических сочинений Калочаи следует упомянуть:
- «Lingvo, stilo, formo» («Язык, стиль, форма», 1931) — сочинение о стилистике эсперанто, затрагивало также вопросы стихосложения.
- «Parnasa gvidlibro» («Путеводитель по Парнасу»; совместно с Г. Варенгьеном и Р. Бернаром; первое издание вышло в 1932 году) — сочинение описывает принципы и нормы эсперантского стихосложения.
- «Plena analiza gramatiko de Esperanto» («Полная аналитическая грамматика эсперанто»; совместно с Г. Варенгьеном; первое издание вышло в 1938 году, последнее пятое издание — в 1985) — наиболее фундаментальное описание грамматики эсперанто. Несмотря на то, что отдельные подходы, представленные в книге, неоднократно подвергались критике, это издание стало де-факто стандартом и одним из наиболее авторитетных эсперантологических трудов.

К. Калочаи был также главным редактором и составителем двухтомной «Энциклопедии эсперанто» (1934).

## Основные произведения
В нижеприведенном списке представлены наиболее известные и/или знаковые произведения К. Калочаи. Указан только год первого издания, однако многие его произведения неоднократно переиздавались.

### Оригинальная поэзия
- «Mondo kaj koro» («Мир и сердце», 1921)
- «Rimportretoj» («Портреты в рифмах», 1931)
- «Streĉita kordo» («Натянутая струна», 1931)
- «Sekretaj sonetoj» («Секретные сонеты», 1932)
- «Izolo» («Изоляция», 1939)
- «Ezopa saĝo» («Эзопова мудрость», 1956)
- «La dek du noktoj de satano» («Двенадцать ночей дьявола», издана после его смерти в 1990)
- «Versojn oni ne aĉetas» («Стихов не покупают», издана после его смерти в 1992)

### Поэтические переводы
- «Kantanta kamparo» («Поющая деревня», собрание народных песен, 1921)
- «La tragedio de l' homo» («Трагедия человека», поэма венгерского писателя Имре Мадача, изд. 1924, переработанный перевод издан в 1965)
- «Ni kantu!» («Давайте петь!», сборник народных песен, 1928)
- «Eterna bukedo» («Вечный букет», переводы поэзии с 22 языков, 1931)
- «Johano la Brava» («Витязь Янош», эпическая поэма венгерского поэта Ш. Петёфи, 1932, переработанный перевод вышел в 1948 году)
- «Romaj elegioj» kaj «La taglibro» («Римские элегии» и «Дневник» — переводы произведений Гёте, 1932)
- «Hungara antologio» («Венгерская антология», сборник переводов венгерской поэзии, 1933; Калочаи редактировал сборник и сам перевёл бо́льшую часть стихотворений)
- «Infero» («Ад», первая часть «Божественной комедии» Данте, 1933).
- «La floroj de l' malbono» («Цветы зла», сборник стихотворений Шарля Бодлера, 1957; перевод осуществлён совместно с Г. Варенгьеном и некоторыми другими переводчиками)
- «Reĝo Lear» («Король Лир», перевод пьесы Шекспира, 1966)
- «Somermeznokta sonĝo» («Сон в летнюю ночь», перевод пьесы Шекспира, 1967)
- «Kantoj kaj romancoj» («Песни и романсы», переводы стихов Гейне, 1969, совместно с Г. Варенгьеном).
- «La tempesto» («Буря», перевод пьесы Шекспира, 1970)
- «Libero kaj amo» («Свобода и любовь», переводы избранных стихотворений Ш. Петёфи, 1970)
- «Tutmonda sonoro» («Всемирный звон», поэтическая антология, вмещающая в себя стихотворные переводы с 30 языков, представляющие все эпохи от древнего мира до 20-го века, издана в 1981 году)

### Прозаические переводы
- «Du kokcineloj», «La montro» («Две божьих коровки», «Показ», новеллы Г. Гардони, 1923)
- «Morgaŭ matene» («Завтра утром», драма Ф. Каринти, 1923)

### Лингвистические произведения
- «Lingvo, stilo, formo» («Язык, стиль, форма», 1931)
- «Parnasa gvidlibro» («Путеводитель по Парнасу», совместно с Г. Варенгьеном и Р. Бернаром, 1932)
- «Plena gramatiko de Esperanto» («Полная грамматика эсперанто», совместно с Г. Варенгьеном; первое издание вышло в 1938 году, впоследствии книга неоднократно переиздавалась и перерабатывалась, последние издания выходили под названием «Полная аналитическая грамматика», эсп. Plena analiza gramatiko, PAG).
- «Vojaĝo inter la tempoj» («Путешествие между временами», 1966).
- «6000 frazeologiaj esprimoj hungaraj-Esperantaj» («6000 фразеологических выражений венгерско-эсперантских», совместно с А. Чисар, 1975)

## Память о Калочаи
Благодаря его огромному влиянию на эсперанто-культуру, в эсперанто-текстах Калочаи нередко упоминается лишь по личному имени Kolomano (при этом мало-мальски начитанный эсперантист «по умолчанию» понимает, что речь идёт именно о Калочаи).
Именем Калочаи названы улицы в городах Абауйсанто и Мишкольц; в городе Мариабешнё в его честь установлены две мемориальные доски. В его родном городе ему установлен бронзовый бюст и поддерживается Памятная Комната.
В 1991 году было создано международное Общество друзей доктора К. Калочаи (эсп. Amika Societo de d-ro K. Kalocsay), которое занимается переизданием его произведений, пополнением библиографии и информационной деятельностью.